# Leo Andrić
Leo Andrić (ur. 20 lipca 1994 w Karlovacu) – chorwacki siatkarz grający na pozycji atakującego, reprezentant Chorwacji.

## Przebieg kariery
| Lata                                      | Klub                                        |
| ----------------------------------------- | ------------------------------------------- |
| 2012–2014                                 | Mladost Marina Kaštela                      |
| 2014–2015                                 | Ethnikos Aleksandropolis                    |
| 2015–2016                                 | PV Lugano                                   |
| 2016–2017                                 | Effector Kielce                             |
| 2017–2018                                 | Sir Safety Perugia                          |
| 2018–2019                                 | Guangdong Shenzhen Volleyball               |
| 2019–2019 (od 08.01.2019)                 | Afyon Belediye Yüntaş                       |
| 2019–2020                                 | Ansan OK Savings Bank Rush & Cash           |
| 2020–2021                                 | Nice VB                                     |
| 2021–2022 (do 21.03.2022)                 | ASK Niżny Nowogród                          |
| 2022–2022 (od 25.03.2022) (do 02.04.2022) | Seoul Woori Card Wibee                      |
| 2022–2022 (od 11.04.2022)                 | Banca Alpi Marittime Acqua S.Bernardo Cuneo |
| 2022–2023                                 | Seoul Woori Card Wibee                      |
| 2023–2024                                 | ASK Niżny Nowogród                          |
| 2024–2025 (do 14.11.2024)                 | Banca Macerata Fisiomed MC                  |
| 2025– (od 13.01.2025)                     | MOK Mursa Osijek                            |

## Sukcesy klubowe
Mistrzostwo Chorwacji:
- 2013, 2014, 2025[10]

Superpuchar Włoch:
- 2017

Puchar Włoch:
- 2018

Mistrzostwo Włoch:
- 2018

Liga Mistrzów:
- 2018

Puchar Chorwacji:
- 2025[11]

## Nagrody indywidualne
- 2025: MVP finału Pucharu Chorwacji